# Cordillera Azul (Perú)
La cordillera Azul es una cadena montañosa que está situada en los Andes del Perú. Está dividida políticamente entre los departamentos de Loreto, San Martín, Huánuco y Ucayali.

## Descripción
La cordillera Azul se extiende en dirección norte-sur en una longitud de 330 km a lo largo del límite de los departamentos de San Martín y Huánuco al oeste y de Loreto y Ucayali al este. En el norte, la cordillera se continúa en la Cordillera Escalera. El río Huallaga fluye hacia el norte a lo largo del flanco occidental. En el este, las montañas limitan directamente con las tierras bajas de la Amazonía. El flanco oriental se drena a través del río Ucayali. En el sur, las montañas se fusionan con la Cordillera Central del Perú. En el extremo sur se encuentran las cabeceras de los ríos Tulumayo y Aguaytía. En el sur, la Cordillera Azul alcanza una altura máxima de unos 2350 m. Los ríos más grandes que nacen en la Cordillera Azul son los ríos Pucayacu, Biavo, Chipurana, Cushabatay, Pisqui y Aguaytía.

## Importancia natural

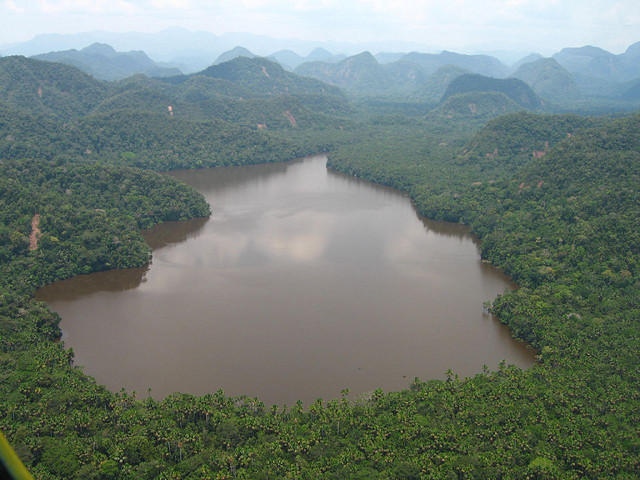
Vista aérea de la Cordillera Azul.

La cordillera Azul es relevante por su rica flora y fauna presente en todo su zona, por tal el gobierno creó en 2001 el Parque nacional Cordillera Azul que busca proteger el medio ambiente de la cadena montañosa. Se le considera también la cadena montañosa más oriental y aislada de los andes peruanos.
También de la cordillera

## Importancia cultural
Dentro de la cordillera se tiene registro de la presencia de cuatro grupos de amerindios, además de un número desconocido de pueblos indígenas en aislamiento voluntario.